# سیارک ۳۳۰۳
سیارک ۳۳۰۳ (به انگلیسی: 3303 Merta، نامگذاری:1967UN) سه هزار و سیصد و سومین سیارک کشف شده‌است که در ۳۰ اکتبر ۱۹۶۷ کشف شد.
قدر مطلق سیارک برابر ۱۱٫۸۰ است.